# Eptesicus chiriquinus
Sérotine du Chiriqui
Espèce
Répartition géographique
Statut de conservation UICN

 LC  : Préoccupation mineure
Eptesicus chiriquinus, de nom commun Sérotine du Chiriqui, est une espèce de chauves-souris américaine de la famille des Vespertilionidae.

## Description
L'espèce a une longueur de tête de 62 à 69 mm, une longueur de queue de 36 à 51 mm et un poids de 9 à 13 g. Elle a des avant-bras de 43 à 48 mm de long, des pattes postérieures de 9 à 13 mm de long et des oreilles de 12 à 17 mm de long.
Le museau est large, avec deux masses glandulaires sur les côtés. Les yeux sont petits. Les oreilles sont de taille normale, bien séparées les unes des autres, triangulaires et à bout pointu. Le tragus est long, étroit et avec une pointe légèrement arrondie. Les membranes des ailes sont noires ou brun noirâtre. La pointe de la longue queue s'étend légèrement au-delà de la membrane interfémorale. Le calcar est plus long que le pied.
La fourrure est principalement noire sur la face supérieure, bien qu'il existe également des spécimens à fourrure brun doré. Le dessous est recouvert de fourrure brune. Les poils mesurent de 8 à 10 mm de long sur le dessus. Parmi les membres du genre à avant-bras courts (moins de 48 mm), seule Eptesicus andinus a des poils de longueur similaire. En comparaison entre ces deux espèces, la sérotine du Chiriqui a une crête sagittale clairement prononcée.

## Répartition
On trouve Eptesicus chiriquinus dans le sud du Costa Rica, au Panama, en Colombie, au Venezuela, en Équateur, au Guyana, au Suriname, dans la Guyane française et dans les États du Brésil d'Amazonas, Pará, Minas Gerais et Bahia.
Elle vit dans les forêts à feuilles persistantes et leurs lisières jusqu'à 3 000 mètres d'altitude.

## Comportement

### Alimentation
Eptesicus chiriquinus est insectivore.